# IPS panel
IPS panel (In-Plane Switching technology, síkban váltó technológia) egy, a folyadékkristályos megjelenítőkben használt technológia. Azért fejlesztették ki, hogy leküzdje a TN-panelek főbb hiányosságait: kis betekintési szögek és rossz minőségű színreprodukció. Működési elve a folyadékkristály molekuláinak az üvegsíkokra merőlegesen történő elhelyezéséből és azoknak a párhuzamos irányba való forgatásán alapszik.